# 阿马拉普拉姆
阿马拉普拉姆（Amalapuram），是印度安得拉邦East Godavari县的一个城镇。总人口50889（2001年）。

## 人口
该地2001年总人口50889人，其中男性25538人，女性25351人；0—6岁人口4966人，其中男2499人，女2467人；识字率76.70%，其中男性为79.85%，女性为73.53%。